# Ung man med fruktkorg
Ung man med fruktkorg (italienska: Giovane con canestra di frutta) är en tidig oljemålning av den italienske barockkonstnären Caravaggio. Den målades omkring 1595 och ingår i samlingarna i Galleria Borghese i Rom. 
Lombarden Caravaggio kom till Rom i början av 1590-talet, där han upplevde några framgångsrika år innan han 1606 tvingades fly staden efter att begått ett dråp. Till en början verkade han i ateljén hos manieristen Cavalier d'Arpino, framför allt med att måla stilleben. Det anses att Ung man med fruktkorg tillkom under denna tid och att modellen var hans sicilianske vän konstnären Mario Minniti, som även förekommer i Spåkvinnan och Falskspelarna. Tavlan var i Cavalier d'Arpinos ägo till 1607, då hans konstsamling, som även omfattade Caravaggios Pojke skalar frukt och Sjuk Bacchus, beslagtogs av kardinalprästen Scipione Borghese efter anklagelser om skattebrott. Sjuk Bacchus är liksom Ung man med fruktkorg idag utställd på Galleria Borghese.